# Pleasanton (Nebraska)
Pleasanton – wieś w Stanach Zjednoczonych, w stanie Nebraska, w hrabstwie Buffalo.